# Susterris (caseria)
Susterris és una caseria moderna nascuda a l'entorn de les instal·lacions ludicoesportives del pantà de Sant Antoni, del terme municipal de Talarn, al Pallars Jussà.
Es troba prop del límit nord-est del terme, a la vora dreta de la Noguera Pallaresa i del pantà de Sant Antoni. El lloc on es dreça, que li dona nom, Susterris, pertanyia a la Comanda hospitalera de Susterris, l'església de la qual, Sant Antoni de Susterris, va quedar sota les aigües del pantà. Formen la caseria la casa anomenada Casa Gaset, el càmping Gaset, diverses instal·lacions esportives i diverses edificacions més.